# Juliusz Mien

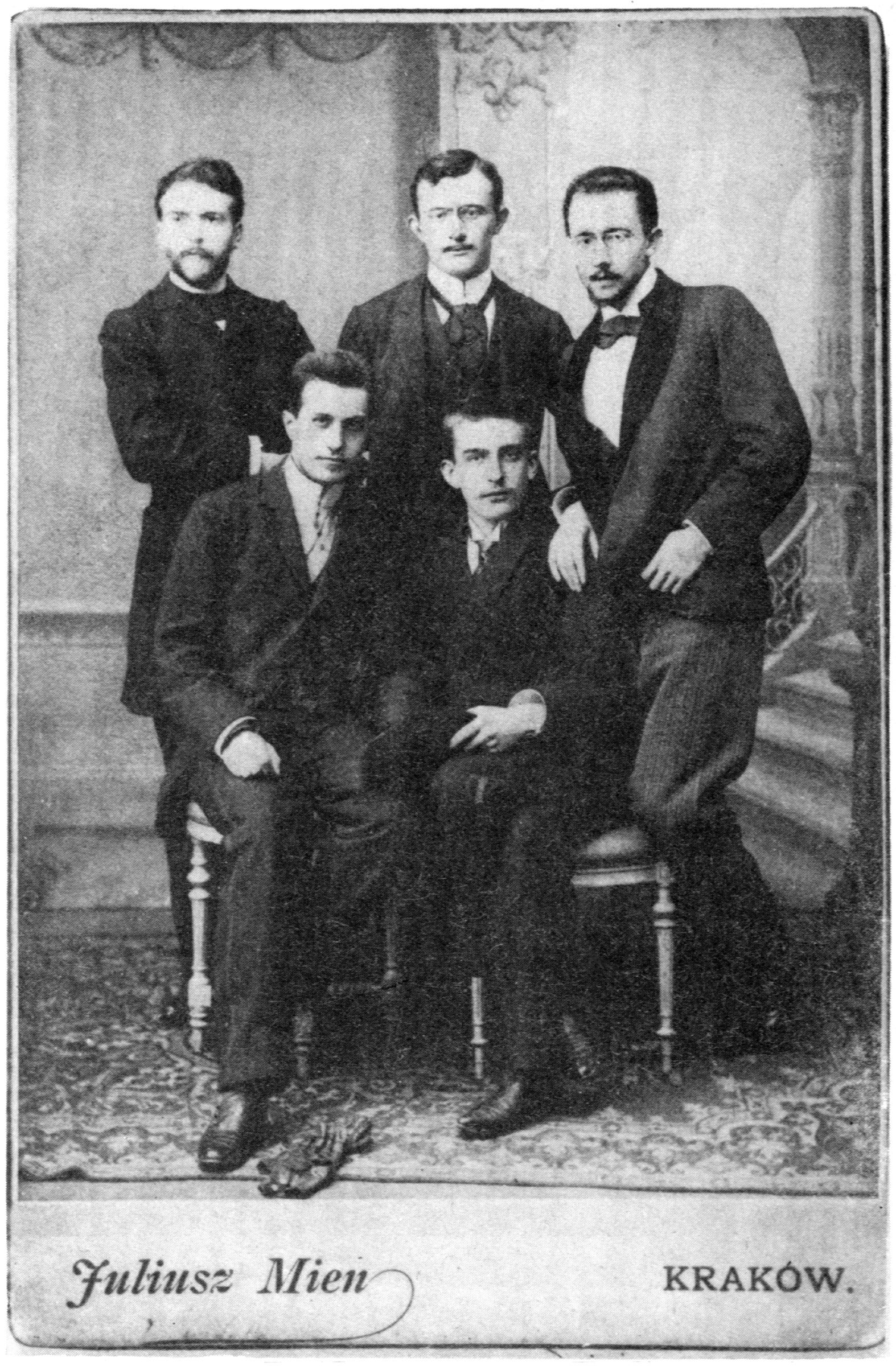
Juliusz Mien, Wyspiański, Rydel, Maszkowski, Opieński, Estreicher, 1893

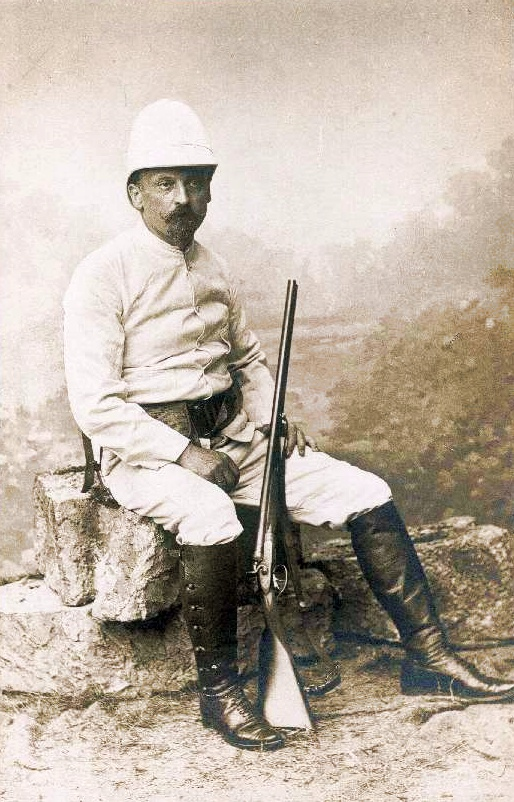
Juliusz Mien, Portret Henryka Sienkiewicza w stroju safari, lata 90. XIX w.

Juliusz (Jules) Mien (ur. 1 marca 1842 w Bay, zm. 11 listopada 1905 w Krakowie) – polski fotograf, tłumacz i literat francuskiego pochodzenia, działający głównie w Krakowie.

## Życiorys
Urodził się we Francji jako syn oficera armii napoleońskiej. Do Królestwa Kongresowego przeniósł się w 1858 r. W Warszawie zdał egzamin na nauczyciela języka francuskiego. Rok później zamieszkał wraz z matką w Grodnie, pracował jako urzędnik na kolei; po jej śmierci przeniósł się do Petersburga. W 1863 r. powrócił do Francji w celu odbycia służby wojskowej, przenosząc się rok później do rodzinnego Bay. Po kilku latach, w 1868 r., ponownie przeprowadził się do Polski, w 1870 r. na stałe osiedlając się w Krakowie. 
Działał czynnie w krakowskim środowisku literacko-artystycznym i utrzymywał bliskie kontakty z artystami, pisarzami i naukowcami. Posługiwał się różnymi pseudonimami: Baltazar, Balthazar, Schneider Baltazar, Grille, Izus, Smok. Pisał wiersze, ale przede wszystkim zajmował się tłumaczeniem literatury polskiej na język francuski. Przekładał utwory przede wszystkim Juliusza Słowackiego (m.in. Grób Agamemnona, Testament mój, fragmenty Beniowskiego, Ballady, Horsztyński, Lilla Weneda), ale także Józefa Ignacego Kraszewskiego, Adama Asnyka, Henryka Sienkiewicza i Lucjana Siemieńskiego. Był także autorem felietonów, recenzji i aforyzmów, pisał o współczesnych mu malarzach. Mien zetknął się z małym Stefanem Banachem, dla którego był wzorem.
Współpracował z pismami, takimi jak „Czas”, „Nowa Reforma”, „Kurier Krakowski”. Był jednym z założycieli dwutygodnika „Świat” i w latach 1888-1895 jego kierownikiem literacko-artystycznym oraz sekretarzem redakcji. W latach 1878–1879 współredagował warszawskie pismo „Revue Slave”. Redagował i wydawał okolicznościowe publikacje, np. Wisła. Ofiarom powodzi (1884). 
Znalazł się w gronie założycieli Koła Artystyczno-Literackiego w Krakowie, a za prezesury Juliusza Kossaka był jego sekretarzem. Organizował wystawy, m.in. uczniów krakowskiej Szkoły Sztuk Pięknych.
Z czasem częściowo porzucił działalność literacką na rzecz fotografii. Uczył się jej u Awita Szuberta. Od ok. 1890 do 1893 r. wraz z Józefem Sebaldem przy ul. Sławkowskiej 31 prowadził atelier pod nazwą „Zakład Artystyczno-Fotograficzny”. Samodzielną działalność prowadził początkowo pod tym samym adresem, następnie przeniósł ją na ul. Podwale 13, gdzie posługiwał się nazwą „Zakład Fotografii Artystycznej”. Od ok. 1903 r. jego atelier mieściło się przy ul. Kopernika 8. W 1904 r. otworzył filię zakładu w Zakopanem. Przede wszystkim wykonywał portrety, ale zajmował się także fotografowaniem Krakowa i jego okolic. W 1894 r. na Powszechnej Wystawie Krajowej we Lwowie otrzymał Dyplom Honorowy.
Był żonaty z Polką, Petronelą. Mieli syna Juliusza (1865-1890), malarza, i córkę Klementynę (1870-1954), malarkę, która zajmowała się również fotografią, prowadząc po śmierci ojca jego zakład (1906-1919). Ok. 1910 r. otworzyła pod nazwiskiem ojca „Zakład Artystycznej Fotografii” przy ul. Kolejowej 11 (późniejszej Potockiego 11, obecnie Westerplatte), który prowadziła do 1935 r. Następnie działalność przeniosła do Bochni.
Juliusz Mien został pochowany na cmentarzu Rakowickim w Krakowie.